# Agustín Colazo
Rodrigo Agustín Colazo (Río Segundo, Provincia de Córdoba, Argentina; 15 de noviembre de 2000) es un futbolista argentino. Juega como delantero y su primer equipo fue Belgrano de Córdoba. Actualmente se encuentra en Unión de Santa Fe de la Liga Profesional.

## Trayectoria

### Belgrano
Surgido de las inferiores de Belgrano, realizó su debut con el primer equipo el 5 de diciembre de 2020 en la victoria 3 a 0 frente a Independiente Rivadavia, en un partido correspondiente al Torneo Transición de Primera Nacional 2020. En ese torneo jugó 3 partidos en total y anotó un gol, el 27 de diciembre de en la victoria 2 a 0 frente a Nueva Chicago.
En el Torneo de Primera Nacional 2021 disputaría 14 partidos más en el club, totalizando 17 partidos y 1 gol anotado con el conjunto cordobés.

### Brown de Puerto Madryn
En 2022 es prestado a Brown de Puerto Madryn de la Primera Nacional. Hizo su debut con el equipo el 12 de febrero de ese año en la victoria 2 a 1 frente a Villa Dálmine por el partido correspondiente a la primera fecha del Torneo de Primera Nacional 2022.
Con el conjunto de Puerto Madryn disputó 28 partidos convirtiendo 4 goles y repartiendo 4 asistencias.

### San Martín de Tucumán
Para el 2023, es cedido a préstamo a San Martin de Tucumán, jugando su primer partido con la institución el 11 de febrero en la victoria 2 a 1 frente a All Boys, por la segunda fecha del Campeonato de Primera Nacional 2023.
Su primer gol con el conjunto tucumano lo anotó el 19 de marzo en la victoria 1 a 0 frente a Almagro, por la séptima jornada del torneo de ascenso.
Ese año Colazo hizo 2 goles y dio 2 asistencias en 28 partidos.

## Clubes
- Actualizado al 15 de agosto de 2025

| Club                     | Div.                | Temporada           | Liga  | Liga  | Liga   | Copa nacional | Copa nacional | Copa nacional | Copa internacional | Copa internacional | Copa internacional | Total | Total | Total  |
| Club                     | Div.                | Temporada           | Part. | Goles | Asist. | Part.         | Goles         | Asist.        | Part.              | Goles              | Asist.             | Part. | Goles | Asist. |
| ------------------------ | ------------------- | ------------------- | ----- | ----- | ------ | ------------- | ------------- | ------------- | ------------------ | ------------------ | ------------------ | ----- | ----- | ------ |
| Belgrano Argentina       | 2.ª                 | 2020                | 3     | 1     | 0      | -             | -             | -             | -                  | -                  | -                  | 3     | 1     | 0      |
| Belgrano Argentina       | 2.ª                 | 2021                | 14    | 0     | 0      | -             | -             | -             | -                  | -                  | -                  | 14    | 0     | 0      |
| Belgrano Argentina       | Total               | Total               | 17    | 1     | 0      | -             | -             | -             | -                  | -                  | -                  | 17    | 1     | 0      |
| Brown (PM) Argentina     | 2.ª                 | 2022                | 28    | 4     | 4      | -             | -             | -             | -                  | -                  | -                  | 28    | 4     | 4      |
| Brown (PM) Argentina     | Total               | Total               | 28    | 4     | 4      | -             | -             | -             | -                  | -                  | -                  | 28    | 4     | 4      |
| San Martín (T) Argentina | 2.ª                 | 2023                | 27    | 2     | 2      | 1             | 0             | 0             | -                  | -                  | -                  | 28    | 2     | 2      |
| San Martín (T) Argentina | Total               | Total               | 27    | 2     | 2      | 1             | 0             | 0             | -                  | -                  | -                  | 28    | 2     | 2      |
| Aldosivi Argentina       | 2.ª                 | 2024                | 37    | 14    | 2      | -             | -             | -             | -                  | -                  | -                  | 37    | 14    | 2      |
| Aldosivi Argentina       | Total               | Total               | 37    | 14    | 2      | -             | -             | -             | -                  | -                  | -                  | 37    | 14    | 2      |
| Unión Argentina          | 1.ª                 | 2025                | 11    | 0     | 0      | 1             | 0             | 0             | 2                  | 0                  | 0                  | 14    | 0     | 0      |
| Unión Argentina          | Total               | Total               | 11    | 0     | 0      | 1             | 0             | 0             | 2                  | 0                  | 0                  | 14    | 0     | 0      |
| Total en su carrera      | Total en su carrera | Total en su carrera | 120   | 21    | 8      | 2             | 0             | 0             | 2                  | 0                  | 0                  | 124   | 21    | 8      |

## Palmarés

### Campeonatos nacionales
| Título           | Club                      | País      | Año  |
| ---------------- | ------------------------- | --------- | ---- |
| Primera Nacional | Aldosivi de Mar del Plata | Argentina | 2024 |